# Moose (lutador)
Quinn Ojinnaka (Seabrook, 23 de abril de 1984) é um lutador profissional e ex-jogador de futebol americano americano. Ele trabalha atualmente para a Total Nonstop Action Wrestling (TNA) sob o nome no ringue Moose. Ele também já trabalhou para empresas como Ring of Honor, Revolution Pro Wrestling, Evolve e WhatCulture Pro Wrestling.

## No wrestling
- Movimentos de finalização
  - Game Breaker / Game Changer (Wrist-lock seguido de um discus lariat)
  - Go to Hell (Sitout chokebomb)
  - Hitstick (Spear)
- Movimentos secundários
  - Bicycle kick
  - Dropkick
  - Moose Crossing (Corner springboard double jump crossbody)
  - Moosesault (Moonsault)
  - Multiple headbutts
  - Multiple punches
  - Pop-up clothesline
  - Pop-up powerbomb
  - Powerbomb na borda do ringue
  - Running senton
  - Wind-up punch
- Alcunha
  - "OMG (One Moose Gang)" (TNA)
- Managers
  - Prince Nana
  - Veda Scott
  - Stokely Hathaway
  - Brandi Rhodes
- Música de entrada
  - "Moose Nation" de Quinn Ojinnaka (ROH; 25 de janeiro de 2014 – 15 de novembro de 2014)
  - "Bust Some Heads" de Quinn Ojinnaka (ROH; 22 de novembro de 2014 – 8 de julho de 2016 / TNA; 12 de julho de 2016 – presente)

## Títulos e prêmios
- I Believe in Wrestling
  - SCW Florida Heavyweight Championship (1 vez)
- Premiere Wrestling Xperience
  - PWX Innovative Television Championship (1 vez)
- Southern Wrestling Association
  - SWA Tag Team Championship (1 vez) – com AR Fox
  - Rhymer Cup (2015) – com AR Fox
- Total Nonstop Action Wrestling
  - TNA Impact Grand Championship (2 vezes)
  - Impact World Championship (1 time)
  - Call Your Shot (1 time)
- Pro Wrestling Illustrated
  - Rookie do ano (2015)
  - PWI o colocou na #104 posição dos 500 melhores lutadores individuais na PWI 500 em 2016.[2]